# Tadeusz Osostowicz
Tadeusz Zdzisław Osostowicz herbu Leliwa ps. „Stryjkowski” (ur. 13 grudnia 1894 w Ustrzykach Dolnych, zm. ?) – kapitan piechoty Wojska Polskiego, działacz niepodległościowy, kawaler Orderu Virtuti Militari.

## Życiorys
Urodził się 13 grudnia 1894 w Ustrzykach Dolnych, w rodzinie Władysława i Zdzisławy z Wyszyńskich. Był bratem Zbigniewa (1893–1940), także legionisty i oficera Wojska Polskiego, zamordowanego w Katyniu.
W 1914 ukończył z odznaczeniem C. K. Gimnazjum w Brzeżanach (w jego klasie był m.in. Mieczysław Zatłokal, także późniejszy oficer Wojska Polskiego). W Brzeżanach był członkiem Związku Strzeleckiego.
Po wybuchu I wojny światowej w dniu 4 sierpnia 1914 wraz z grupą ochotniczą udał się z tego miasta do Krakowa, gdzie został żołnierzem Legionów Polskich, przydzielony do 2. kompanii I batalionu 1 pułku piechoty. Odbył kurs w Szkole Podchorążych Legionów Polskich w Marmaros-Sziget i Kamieńsku w okresie od połowy stycznia do połowy maja 1915. 14 maja 1915, po ukończeniu szkoły „ze stopniem dostatecznym”, został mianowany aspirantem oficerskim w randze tytularnego sierżanta z poborami plutonowego. Od końca lipca 1915 służył w 10. kompanii 6 pułku piechoty (wraz z bratem Zbigniewem). W szeregach pułku uczestniczył w kampanii wołyńskiej. Został mianowany podporucznikiem piechoty od 1 stycznia 1917. Po kryzysie przysięgowym został wcielony do cesarskiej i królewskiej armii 3 listopada 1917.
Po odzyskaniu przez Polskę niepodległości w 1918 został przyjęty do Wojska Polskiego. Służył w 6 pułku piechoty Legionów.  Brał udział w wojnie polsko-bolszewickiej. Został awansowany do stopnia kapitana piechoty ze starszeństwem z dniem 1 czerwca 1919. W 1923, 1924 pozostawał oficerem 6 pułku piechoty Legionów w Wilnie. Z dniem 31 grudnia 1925 został przeniesiony w stan spoczynku. Jako emerytowany oficer zamieszkiwał we Lwowie, a później w Przemyślu. W 1934 jako oficer w stanie spoczynku pozostawał w dyspozycji dowódcy Okręgu Korpusu nr X w Przemyślu i był w ewidencji Powiatowej Komendy Uzupełnień Sanok.
W okresie II Rzeczypospolitej był działaczem Związku Strzeleckiego. Był założycielem powołanego 10 maja 1027 oddziału Związku Strzeleckiego w Rymanowie. W 1933 jako kapitan w stanie spoczynku był zastępcą komendanta okręgu nr X ZS w Przemyślu, kpt. Kazimierza Ickowicza.

## Ordery i odznaczenia
- Krzyż Srebrny Orderu Virtuti Militari[11]
- Krzyż Niepodległości – 9 listopada 1931 „za pracę w dziele odzyskania niepodległości”[17][1][18]
- Krzyż Walecznych dwukrotnie[11][19]
- Medal Pamiątkowy za Wojnę 1918–1921[20]
- Medal Dziesięciolecia Odzyskanej Niepodległości[20]
- Odznaka „Za wierną służbę”[20]